# Kosina
Kosina est une localité polonaise de la gmina et du powiat de Łańcut en voïvodie des Basses-Carpates.